# Grómivka (Sudak)
|  | Per a altres significats, vegeu «Grómovka». |

Grómivka (en ucraïnès: Громівка) és un poble de la República Autònoma de Crimea, a Ucraïna, que el 2014 tenia 179 habitants. Pertany al districte de Sudak. Fins al 1945 la vila es deia Xelén.